# Urszula Sikora
Urszula Sikora (ur. 1998 w Gdańsku) – polska psycholożka i poetka.
Autorka tomu poetyckiego Trzynasty miesiąc (WBPiCAK, Poznań 2023), za który została nominowana do Wrocławskiej Nagrody Poetyckiej Silesius 2024 w kategorii debiut oraz do Nagrody Poetyckiej im. Kazimierza Hoffmana „Kos” 2024. W 2022 była nominowana do nagrody głównej Ogólnopolskiego Konkursu Poetyckiego im. Jacka Bierezina. W 2023 zdobyła I nagrodę w kategorii proza na 38. Ogólnopolskim Konkursie Literackim im. Mieczysława Stryjewskiego.